# Ястребино
За язовира вижте Ястребино (язовир).
Я̀стребино е село в Североизточна България, община Антоново, област Търговище.

## География
Село Ястребино се намира на около 29 km запад-югозападно от областния център Търговище и около 6 km източно от общинския център Антоново. Разположено е в източния Предбалкан, в Антоновските височини. Климатът е умереноконтинентален, почвите в землището са преобладаващо светлосиви горски. Надморската височина в западния край на селото е около 460 m и намалява до около 390 m в източния му край.
Покрай западния край на селото минава първокласният републикански път I-4 (съвпадащ с европейски път Е772).
Землището на село Ястребино граничи със землищата на: село Язовец на северозапад и север; село Присойна на север; село Любичево на североизток; село Изворово на изток; село Кьосевци на югоизток; град Антоново на юг и запад; село Семерци на северозапад.
Населението на село Ястребино, наброявало 174 души при преброяването към 1985 г. и 109 към 1992 г., намалява до 46 (по текущата демографска статистика за населението) към 2020 г.
При преброяването на населението към 1 февруари 2011 г., от обща численост 44 лица, за 31 лица е посочена принадлежност към „българска“ етническа група и за 13 – към „ромска“.

## История
През 1934 г. селото с дотогавашно име Дуванлар е преименувано на Ястребино През 1943 г. към село Ястребино е присъединена махала Скални кладенец. През 1974 г. селото е закрито и присъединено (като квартал) към град Антоново. През 1979 г. село Ястребино е възстановено при отделяне от град Антоново.
При избухването на Балканската война през 1912 г. 1 човек от селото е доброволец в Македоно-одринското опълчение.
Тук на 20 декември 1943 г. като помагачи на нелегални са разстреляни 18 души, сред които 6 деца, известни още като Шестте ястребинчета.

## Културни и природни забележителности
В селото се намират:
- националният детски комплекс „Ястребино“;
- къщата музей „Братя Калайджийски“ – дом на три от избитите деца.

## Редовни събития
От 1994 г. в селото се провежда националният конкурс за детско литературно творчество „Ястребино“.

## Личности
- Чавдар Калайджиев (1926 – 2015), български разузнавач, генерал-майор